# Obstalden
Obstalden est une localité et une ancienne commune suisse du canton de Glaris, située dans la commune de Glaris Nord.

## Géographie

Photo aérienne prise à 2000 m par Walter Mittelholzer (1922)

Selon l'Office fédéral de la statistique, l'ancienne commune d'Obstalden mesurait 23,8 km2 et était limitrophe de Ennenda, Filzbach, Mühlehorn et Sool, ainsi que d'Amden et Quarten dans le canton de Saint-Gall.

## Démographie
Selon l'Office fédéral de la statistique, Obstalden compte 443 habitants fin 2022. Sa densité de population atteint 19 hab./km2.
Le graphique suivant résume l'évolution de la population d'Obstalden entre 1850 et 2008 :

## Voir également
- Hochmättli